# Bataille d'El Tamo
Guerre d'indépendance du Mexique
La Bataille d'El Tamo est une action militaire de la guerre d'indépendance du Mexique qui eut lieu le 15 septembre 1818 aux environs de la ville de El Tamo, État de Michoacán. Les insurgés commandés par le général Vicente Guerrero y défirent les forces royalistes du général José Gabriel de Armijo (en) composées de 800 soldats venus de Valladolid qu'avait quittée Armijo pour mettre fin à la rébellion de Guerrero et Isidoro Montes de Oca (en). La bataille dura environ deux heures, les pertes des forces espagnoles se montant à 200 morts, plus de 100 blessés et environ 500 prisonniers qui finalement changèrent de camp, ce qui monta l'effectif des Mexicains à 1 800 hommes. C'est dans cette bataille que fut tué le colonel insurgé Juan José Galeano. 

## Sources
- Zárate, Julio (1880), «La Guerra de Independencia», en Vicente Riva Palacio, México a través de los siglos, volume 3, México: Ballescá y compañía.